# MidSouth
Die MidSouth Corporation war ein amerikanisches Holdingunternehmen. Das Unternehmen mit Sitz in Jackson (Mississippi) besaß mehrere Bahngesellschaften.

## Geschichte
Ab Mitte der 1980er Jahre begann die Illinois Central Gulf Railroad Bahnstrecken die nicht in das Konzept der Nord-Süd-Bahn passten zu veräußern. Der Eisenbahnmanager Edward L. Moyers sowie der Anwalt Mark Levin überzeugten das Investmentunternehmen Prospect Group zur Finanzierung der Übernahme eines Streckennetzes von rund 660 Kilometern für 123,5 Millionen Dollar von der ICG. Daraus wurde im November 1985 die MidSouth Rail Corporation geformt. Das Netz umfasste vor allem die Strecke von Meridian (Mississippi) über Vicksburg nach Shreveport (Louisiana) sowie die Strecke von Hattiesburg nach Gulfport sowie Streckennutzungsrechte zwischen Jackson und Hattiesburg.
Am 8. September 1987 erwarb die Gesellschaft die North Louisiana and Gulf Railroad und führte sie als MidLouisiana Rail weiter.
Am 14. April 1988 wurde die defizitäre Gulf and Mississippi Railroad mit einem Streckennetz zwischen Mobile und Corinth erworben. Diese Unternehmen wurde fortan als SouthRail bezeichnet.
Nachdem sich die Whitman Corporation Ende 1988 von der Illinois Central Railroad getrennt hatte, nutzte die Prospect Group die Chance und übernahm diese Bahngesellschaft. Im Gegenzug wurde die Beteiligung an MidSouth aufgegeben werden. Die Aktien wurden an die Aktionäre der Prospect Group übertragen. Chairman McDowell und Präsident Moyers verließen MidSouth und gingen zur Illinois Central.
Im Dezember 1990 bot die Illinois Central Railroad eine Fusion mit der MidSouth an, diese wurde jedoch abgelehnt.  Im Februar 1991 beteiligte sich Archer Daniels Midland am Unternehmen.
Zum 31. Dezember 1991 wurde die Corinth and Counce Railroad übernommen und als TennRail weitergeführt.
Am 21. September 1992 einigte sich die MidSouth Corporation mit der Kansas City Southern Industries über die Übernahme der Gesellschaft. Am 27. Mai 1993 genehmigte die Regulierungsbehörde Interstate Commerce Commission das Geschäft. Der Kaufpreis betrug 219,3 Millionen Dollar. Zum 1. Januar 1994 übernahm die Kansas City Southern den Betrieb. Damit vergrößerte diese ihr Streckennetz von rund 4000 Kilometer um weitere 1900 Kilometer.

## Tochterunternehmen
- MidSouth Rail (Meridian–Vicksburg–Shreveport; Redwood–Vicksburg–Le Tourneau)
- MidLouisiana Rail (Hodge–Gibsland)
- Southrail (Mobile–Meridian–West Point–Corinth; Laurel–Ackerman–West Point–Aberdeen; Middleton–Tupelo/Woodland; Artesia–Brookwood)
- TennRail (Corinth–Counce)

## Unternehmensleitung
- Chairman of the Board
  - 1986–1989: W. Wallace McDowell
  - 1990–1993: Mark. M. Levin (und Chief Executive Officer)
- Präsident
  - 1986–1989: Edward L. Moyers (und Chief Executive Officer)
  - 1989–1993: Frank K. Turner